# Reginald Delargey
Reginald John Delargey, né le 10 décembre 1914 à Timaru en Nouvelle-Zélande et mort le 29 janvier 1979 à Auckland est un cardinal néo-zélandais, qui est archevêque de Wellington de 1974 à sa mort.

## Biographie

### Prêtre
Reginald John Delargey fait des études à l'Université pontificale urbanienne et est ordonné prêtre le 19 mars 1938 à Rome par le cardinal Pietro Fumasoni Biondi pour le diocèse d'Auckland.

### Évêque
Nommé évêque auxiliaire d'Auckland, avec le titre d'évêque in partibus d'Hirina (de), le 25 novembre 1957, il est consacré le 27 février 1958.
Il devient évêque titulaire de ce même diocèse le 1er septembre 1970 avant d'être nommé archevêque de Wellington le 25 avril 1974. Il participe au concile Vatican II.

### Cardinal
Il est créé cardinal par le pape Paul VI lors du consistoire du 24 mai 1976 avec le titre de cardinal-prêtre de l'Immacolata al Tiburtino.
Il meurt le 29 janvier 1979 à Auckland. Il n'a alors que 64 ans.